# ایکس-ری انجین
ایکس-ری انجین (به انگلیسی: X-Ray Engine) موتور بازی سازی است که توسط کمپانی جی اس سی گیم ورلد تولید و توسعه داده شد و در بازی‌هایی مثل استالکر استفاده شد.
Xray موتور بازی سازی قدرتمندی است که بیش از ۱۰۰۰ فایل سی cpp ساخته شده است و می توان با آن بازی های قدرتمند گرافیکی ساخت رقیب اصلی انریل و باز ایکس ری ساز است .